# Rasiermesser (Philosophie)
In der Philosophie, insbesondere in der Erkenntnistheorie, der Wissenschaftstheorie und der Argumentationstheorie, aber auch in der Literaturwissenschaft, bezeichnet der englische Ausdruck Razor, deutsch Rasiermesser, Kriterien zum Ausschluss von (spekulativen) Erklärungsmodellen. Sie dienen der Erkenntnisgewinnung, indem sie dabei helfen, Hypothesen, die bestimmte Eigenschaften aufweisen oder nicht aufweisen, zu eliminieren – auch entgegen kognitiver Verzerrungen. Der Ausdruck geht auf ein scholastisches Prinzip bei Wilhelm von Ockham zurück, das Ockhams Rasiermesser (‚Occam’s Razor‘) genannt wird.
Rasiermesser können beispielsweise Theorien und Behauptungen als unwissenschaftlich identifizieren. Bei Phänomenen, zu denen es mehrere konkurrierende Erklärungen gibt, können sie beim Schluss auf die beste Erklärung nützlich sein.
In der Literaturwissenschaft werden aus den „Rasiermessern“ auch Vorgaben für die Gestaltung von Handlungssträngen abgeleitet. Es handelt sich um Sparsamkeitsprinzipien, durch die die Belastung des Guten Glaubens eines Gegenübers klein gehalten werden soll. Ein bekannteres jüngeres argumentationstheoretisches Beispiel ist ein Korollar zu Godwin’s law: Wer den Hitlervergleich ausspricht, scheidet als unterlegen aus der Debatte aus.

## Beispiele
Ockhams Rasiermesser (nach Wilhelm von Ockham)
„Von mehreren möglichen Erklärungen für ein und denselben Sachverhalt ist die einfachste Theorie allen anderen vorzuziehen.“
Hanlon’s Razor (angebl. von Robert J. Hanlon, evtl. war Robert A. Heinlein gemeint)
“Never attribute to malice that which can be adequately explained by stupidity.” (Murphy’s Law Book Two. More Reasons Why Things Go Wrong, deutsch: „Schreibe niemals der Bösartigkeit zu, was durch Dummheit ausreichend erklärt werden kann.“)
Holmes’ Razor (nach Sherlock Holmes)
“When you have eliminated the impossible, whatever remains, however improbable, must be the truth.” (The Sign of the Four – Das Zeichen der Vier, deutsch: „Wenn man das Unmögliche ausgeschlossen hat, muss das, was übrig bleibt, die Wahrheit sein, so unwahrscheinlich es auch sein mag.“)
Hume’s Razor (nach David Hume)
“When we infer any particular cause from an effect, we must proportion the one to the other, and can never be allowed to ascribe to the cause any qualities, but what are exactly sufficient to produce the effect. […] If the cause, assigned for any effect, be not sufficient to produce it, we must either reject that cause, or add to it such qualities as will give it a just proportion to the effect.” (David Hume: An Enquiry into Human understanding. Section XI. Of a Particular Providence and of a Future State., deutsch: „Wenn man eine bestimmte Ursache aus einer Wirkung folgert, so muss man die eine der andern anpassen und darf niemals der Ursache Eigenschaften zutheilen, die zur Hervorbringung der Wirkung nicht genau nöthig sind. […] Ist die für eine Wirkung angenommene Ursache unvermögend, sie hervorzubringen, so muss man entweder die Ursache verwerfen, oder ihr solche Eigenschaften zusetzen, die der Wirkung genau entsprechen.“)
Hitchens’ Rasiermesser (nach Christopher Hitchens)
“That which can be asserted without evidence can be dismissed without evidence. Extraordinary claims require extraordinary evidence.” (deutsch: „Was ohne Beleg behauptet werden kann, kann ohne Gegenbeleg verworfen werden. Außergewöhnliche Behauptungen erfordern außergewöhnliche Beweise“)
Alder’s Razor, auch Newton’s flaming laser sword (von Mike Alder, der Alternativname bezieht sich auf Isaac Newton)
“If something cannot be settled by experiment or observation then it is not worthy of debate.” (deutsch: „Was nicht durch Experiment oder Beobachtung entschieden werden kann, ist nicht wert, diskutiert zu werden.“)
Poppers Falsifizierungsprinzip (von Karl Popper)
„Ein empirisch-wissenschaftliches System muss an der Erfahrung scheitern können.“
Sagan-Standard (von Marcello Truzzi, durch Carl Sagan bekannt gemacht)
“Extraordinary claims require extraordinary evidence.” (deutsch: „Außergewöhnliche Behauptungen erfordern einen außergewöhnlichen Beweis.“)
Grices semantisches Rasiermesser (nach Paul Grice)
“Senses are not to be multiplied beyond necessity.” (deutsch: „Der Sinn [einer Äußerung] soll nicht über die Notwendigkeit hinaus vervielfacht werden.“) Gemeint ist auch: Bei der Interpretation einer Äußerung sollen Kontext und Erwartung mehr Gewicht haben als die Vielfalt der Bedeutungen der Teilausdrücke.
Scopie’s Law (von Rich Scopie)
Argumente, die durch Anführung besonders unseriöser Quellen gestützt werden, sind zu ignorieren. 
“In any discussion involving science or medicine, citing Whale.to as a credible source loses you the argument immediately… and gets you laughed out of the room.” (deutsch: „In jeder Diskussion bezüglich Wissenschaft oder Medizin verliert man den Streit, sobald man Whale.to als glaubwürdige Quelle behandelt … und man wird ausgelacht, bis man den Raum verlassen hat.“)